# 叶腹菌
叶腹菌（学名：Chamonixia caespitosa）是属于牛肝菌目牛肝菌科叶腹菌属的一种担子菌。该种分布于中国、法国、北美洲等地。